# Vade Mecum (klub akademicki)
Akademicki Klub Myśli Społeczno-Politycznej „Vade Mecum” – narodowo-katolicka organizacja studencka o charakterze interdyscyplinarnym powstała na Katolickim Uniwersytecie Lubelskim Jana Pawła II w 1986 roku.

## Symbolika
Symbolem klubu jest herb, którego autorem jest Piotr Plisiecki. Powstał podczas przygotowań do udziału w spotkaniu z papieżem Janem Pawłem II w Lednicy w 2000 roku. Podstawowym elementem herbu jest tarcza gotycka nawiązującą w ten sposób do średniowiecza – epoki związanej z uniwersytetami. Błękitny kolor tarczy symbolizuje niebo, czystość, miłość prawd wiecznych, nieskazitelność, niezawisłość, trwanie oraz wierność. Jest podstawowym elementem, pośrodku którego znajduje się miecz odcinający prawdę od fałszu oraz dobro od zła. Ostrze miecza ma formę biało-czerwonego płomienia, który symbolizuje wierność Bogu oraz pamięć o tych, którzy odeszli. 
Dewiza Akademickiego Klubu Myśli Społeczno-Politycznej Vade Mecum jest tożsama z dewizą KULu „Deo et Patriae” (łac. Bogu i Ojczyźnie), co ma charakteryzować zarówno przywiązanie organizacji do jej Alma Mater jak i cel formacyjny Klubu, jakim jest kreowanie polskich elit katolickich.

## Historia
Organizacja powstała w 1986 roku jako nieformalny klub dyskusyjny przy Samorządzie Studentów Prawa KUL. Członkami założycielami Klubu byli: Andrzej Szlęzak, Marek Siwiec oraz Tomasz Pieczonka. Klub od początku gromadził wokół siebie studentów o poglądach narodowych. Byli to początkowo studenci prawa oraz historii. Organizacja odwoływała się do tradycji endecji. Celem założycieli Klubu była promocja wśród antykomunistycznych studentów narodowego spojrzenia politycznego, które miało przeciwstawić się lewicowym prądom w opozycji demokratycznej. 
W latach 1987–1988 Klub wydawał uczelniane konspiracyjne pismo o nazwie „VadeMecum” w nakładzie 100 egzemplarzy. W publikacji ukazywała się prawicowa publicystyka oraz wywiady. W III RP pismo było wydawane ponownie także w latach 1992–1994. Redaktorami naczelnymi pisma byli między innymi: Robert Rosłon, Artur Zawisza czy Jacek Chaciński.
W styczniu 1990 roku organizacja zarejestrowała się jako oficjalny i odrębny byt pod nazwą Dyskusyjny Klub Myśli Społeczno-Akademickiej VadeMecum. Pierwszym kuratorem Klubu był Wiesław Chrzanowski. Od początku istnienia organizacja skupiała się na wewnętrznej formacji członków w duchu narodowym oraz katolickim. Po 1990 roku Klub VadeMecum zaczął także organizować spotkania z ludźmi świata nauki, publicystyki, Kościoła oraz polityki. W kolejnych latach klub rozszerzył swą aktywność o działalność naukową i charytatywną.
W 1993 roku Klub sprzeciwił się inicjatywie części działaczy Samorządu Studentów KUL, której celem było uwolnienie Romana Gałuszki skazanego na półtora roku za odmowę służby wojskowej. Jak pisał autor przywódca sprzeciwu Artur Zawisza opierając się na nauczanie ojca Jacka Woronieckiego i papieża Leona XIII: obywatel katolicki nie może powołać się na swe sumienie, aby odmówić służby i wypełnienia obowiązków ustanowionych przez prawo.
Od roku 1997 Klub posiada własną symbolikę zaprojektowaną przez Piotra Pilsieckiego.
W marcu 2017 roku Klub zorganizował spotkanie z działaczką pro-life ze Stanów Zjednoczonych Rebeccą Kiessling. Była to najgłośniejsza akcja Klubu i była opisywana przez wiele mediów. Przeciwko obecności prelegentki na uniwersytecie protestowały środowiska lewicowe. Pomimo to spotkanie odbyło się i zgromadziło około 800 osób.
W latach 2016–2019 Klub prowadził program publicystyczny „VadeMecum TV” w lokalnej telewizji internetowej „Niezależny Lublin”.

## Idea
Jednym z głównych celów klubu jest propagowanie i rozwój myśli wywodzącej się z tradycji polskiego obozu narodowego. Klub był platformą do wymiany myśli pomiędzy prawicowymi studentami KUL. Członkowie organizacji odwołują się do szerokiego spektrum poglądów, między innymi do: konserwatyzmu, tradycjonalizmu, nacjonalizmu, tomizmu oraz katolickiej nauki społecznej. Wewnętrzna działalność formacyjna Klubu polega przede wszystkim na regularnych spotkaniach dyskusyjnych oraz lekturze książek przedwojennej myśli narodowej. Działacze Klubu odwołują się między innymi do takich myślicieli jak: Roman Dmowski, Leon XIII, Zygmunt Balicki, Feliks Koneczny czy Jacek Bartyzel.

## Działalność
Podstawowymi celami działalności klubu jest krzewienie i rozwój kultury politycznej opartej na etyce katolickiej.
Wewnątrz Klubu organizowane są także debaty oksfordzkie oraz wspólne wyjazdy o charakterze formacyjno-integracyjnym. Vade Mecum prowadzi akcje mające na celu popularyzację postawy patriotycznej w Lublinie. Należy między innymi do Społecznego Komitetu Budowy Pomnika Romana Dmowskiego w Lublinie.
Klub jest współorganizatorem cyklicznych wydarzeń takich jak: Lubelski Marsz Żołnierzy Wyklętych, Paczka dla Bohatera czy pikieta „W imieniu dam”. Jest także stałym uczestnikiem takich wydarzeń jak Marsz Niepodległości w Warszawie, Kongres Środowisk Kresowych czy Marsz Rotmistrza Pileckiego w Lublinie.
Klub organizuje dla studentów lubelskich uczeni spotkania warsztatowe z zakresu przedsiębiorczości, prawa publicznego, przywództwa, dziennikarstwa oraz retoryki politycznej.
Organizacja współpracuje z różnymi organizacjami o charakterze patriotycznym, katolickim i narodowym, między innymi z: Instytutem Pamięci Narodowej, Instytutem Pamięci i Dziedzictwa Kresowego, Związkiem Żołnierzy Narodowych Sił Zbrojnych, Klubem Inteligencji Katolickiej w Lublinie, Katolickim Stowarzyszeniem „Civitas Christiana”, Towarzystwem Gimnastycznym „Sokół”, Młodzieżą Wszechpolską, Instytutem Dziedzictwa Myśli Narodowej, Fundacją Służba Niepodległej, Instytutem Ordo Iuris czy Studenckim Klubem Myśli Społeczno-Politycznej im. Zygmunta Balickiego na UMCS.

## Prezesi
- Andrzej Szlęzak (30 maja – 14 listopada 1989)
- Iwo Bender (14 listopada 1989 – 28 listopada 1990)
- Artur Zawisza (28 listopada 1990 – 28 listopada 1991)
- Marek Dobrowolski (28 listopada 1991 - 21 kwietnia 1992)
- Mirosław Król (21 kwietnia 1992 – 1993)
- Mieczysław Ryba (1993 – 1994)
- Konrad Rękas (1994 - styczeń 1996)
- Bartłomiej Bobowski (1997 – 1998)
- Artur Soboń (1998 – 1999)
- Roman Bielecki (1999 - 2001)
- Tomasz Aftyka (2001 – 2003)
- Tomasz Wuczko (2003 – 2005)
- Michał Błaszczyk (2005 – 2006)
- Marta Choromańska (2006 – 2007)
- Tomasz Rzymkowski (2008 – 2010)
- Jan Bondyra (2010 – 2011)
- Kamil Sulej (2011 – 2012)
- Dawid Kostecki (2012 – 2014)
- Dawid Florczak (2014 – 2016)
- Aleksander Furtak (2016 – 2018)
- Maciej Strózik (22 marca 2018 – 24 października 2018)
- Katarzyna Pyter (24 października 2018 - 13 listopada 2019)
- Piotr Zduńczyk (od 13 listopada 2019 - 19 października 2022)
- Wojciech Kasprzyk (od 19 października 2022)

## Znane osoby związane z Klubem
- Andrzej Szlęzak – prezydent Stalowej Woli w latach 2002-2014
- Marek Siwiec – poseł na Sejm I kadencji,
- Mariusz Grabowski – poseł na Sejm I, III i IV kadencji,
- Mariusz Olszewski – poseł na Sejm III kadencji,
- Zbigniew Wawak – poseł na Sejm III kadencji
- Jacek Szczot – poseł na Sejm III kadencji,
- Andrzej Mańka – poseł na Sejm V kadencji, samorządowiec
- Artur Zawisza – poseł na sejm IV i V kadencji,
- Tomasz Rzymkowski – poseł na Sejm VIII i IX kadencji,
- Artur Soboń – poseł na sejm VIII i IX kadencji, sekretarz stanu w Ministerstwie Aktywów Państwowych
- Przemysław Czarnek – poseł na sejm IX kadencji, wykładowca Katolickiego Uniwersytetu Lubelskiego Jana Pawła II, minister edukacji i nauki w rządzie Mateusza Morawieckiego
- Marek Dobrowolski – adiunkt Katolickiego Uniwersytetu Lubelskiego Jana Pawła II, sędzia Sądu Najwyższego
- Maciej Miłosz – sędzia Trybunału Stanu w latach 2015–2019, od 2020 roku członek Państwowej Komisji Wyborczej
- Mieczysław Ryba – wykładowca Katolickiego Uniwersytetu Lubelskiego Jana Pawła II oraz WSKSiM w Toruniu, samorządowiec

## Odznaczenia
Klub VadeMecum jako organizacja organizująca życie społeczne w Lublinie otrzymała kilka wyróżnień:
- Medal 70-lecia Narodowych Sił Zbrojnych, nadany przez Związek Żołnierzy NSZ (wrzesień 2012 r.)
- Wyróżnienie za działalność na rzecz KUL oraz znaczący wkład w rozwój życia akademickiego uczelni, otrzymane od władz Katolickiego Uniwersytetu Lubelskiego (grudzień 2012 r.)
- Krzyż Zasługi 25-lecia Związku Żołnierzy NSZ za upamiętnianie działalności narodowych formacji zbrojnych w latach 1939-1956.
- Medal „Pro Patria” za szczególne zasługi w kultywowaniu pamięci o walkach o niepodległość Ojczyzny, nadany przez Szefa Urzędu ds. Kombatantów i Osób Represjonowanych (grudzień 2017)
- Medal 700-lecia Miasta Lublin w dowód uznania za wkład i zaangażowanie w rozwój Miasta oraz zasługi na rzecz jego Mieszkańców, z podziękowaniem za podejmowanie działań inspirujących przyszłość i kształtujących tożsamość lokalną Lublina, nadany przez Prezydenta Miasta Lublina (grudzień 2017)
- Medal Pamiątkowy 75-lecia Narodowych Sił Zbrojnych (styczeń 2018)